# 訴諸自然
訴諸自然（英語：appeal to nature）是一種非形式謬誤，為自然主義謬誤。係主張某個現象很自然，因而是可取的；或主張某個現象不自然，因而是不可取的。這種論點類似於訴諸傳統或訴諸群眾。另一種相反為人類中心主義（可能同時包含某些其他預設，例如男性中心主義等）謬誤，即當自然研究出現明確證據時，便提出以動物的行為來解釋人類道德觀念是不適當的。

## 示例
例一
生物會衰老與死亡是自然定律，因此不應該以醫療手段來試圖延緩。
例二
透過性交來繁衍後代是自然的，因此不應該進行複製人或動物的實驗。
例三
頭髮和指甲會自然地生長，所以我们不應該修剪。
例四
小孩討厭吃蔬菜、行為調皮搗蛋是自然的，所以不該勉強小孩吃青菜，也不該管教小孩
例五
學校教育是不自然的學習方式，所以應該鼓勵自學，而且政府不該過問或監督自學的內容和進度。
例六
很多社會的人不注重教養，甚而放任，他們的小孩也沒有偏掉，因此教養沒用
說明：然而也可能重視教養的社會，小孩平均的行為表現表現還是比較好，因此不能說教養沒用

## 外部連結
- （英文）Appeal to Nature（页面存档备份，存于）